# Maria Sylvia Zanella di Pietro
 (mai 2018).
Maria Sylvia Zanella di Pietro, née le 17 juin 1943, est une écrivaine, professeure de droit administratif du Programme de Post-Graduation en Droit de l'Université de São Paulo (USP) et ex-procureure de l'État de São Paulo.

## Carrière
Maria-Sylvia di Pietro est titulaire d'une maîtrise (1971-1973) et d'un doctorat en droit (1977-1982), de l'Université de São Paulo ; ces deux titres obtenus sous la direction de José Cretella Junior. En novembre 1984, elle devient professeure de l'Université de São Paulo, et obtient en 1988, dans cette université, le titre de l'habilitation à diriger des recherches. Membre de la Congrégation de la Faculté de droit de l'USP depuis 1991, di Pietro a été la cheffe du Département de Droit de l'État de cette Faculté, de 2006 à 2009.
En tant que procureur de l'État de São Paulo, elle a reçu le prix du "Procureur de l'Année", décerné par l'Association des Procureurs de l'État de São Paulo, en 1999.
Di Pietro a également rejoint le comité de juristes qui ont rédigé la loi sur les règles générales de la procédure administrative Fédérale (Brésil).

## Livres
Auteur de divers ouvrages consacrés à la Discipline de Droit Administratif, en mettant l'accent sur les points suivants :
- Le droit administratif . São Paulo : Atlas, 1990. 28 ed, 2014. 1008p
- Les partenariats dans l'administration publique : de la concession, de permis, de franchise, d'externalisation, de partenariat public-privé et d'autres formes. 10. ed. São Paulo: Atlas, 2015. 496p.
- Droit Administratif :Les Opinions. 28. ed. Rio de Janeiro : Forense, 2015. 609p.
- L'utilisation privée d'un bien public pour le privé.  2. ed. São Paulo : Atlas, 2010. v. 1. 310p.
- La suprématie de l'intérêt public et d'autres questions pertinentes du droit administratif.  1.ed. São Paulo: Atlas, 2010. v. 1. 411p.
- Servitude administrative . São Paulo : Revista dos tribunais, 1978. 167 p.
- L'utilisation privée d'un bien public pour le privé . São Paulo : Revista dos tribunais, 1983. 139 p.
- De droit privé, de l'administration publique . São Paulo : Atlas, 1989. 175 p.
- Discrétion de l'administration dans la Constitution de 1988 . São Paulo : Atlas, 1991. 180 p.
- Les questions controversées sur des achats et des contrats . São Paulo : Malheiros, 1994. 169 p. (co-auteur)
- Statut de la ville : commentaire de la Loi Fédérale 10.257/2001 . São Paulo : Malheiros, 2002. 440 p. (co-auteur)